# 訃報 2004年6月
訃報 2004年6月（ふほう 2004ねん6がつ）では、2004年（平成16年）6月中に物故した、又は物故が報じられた人物についてまとめる。

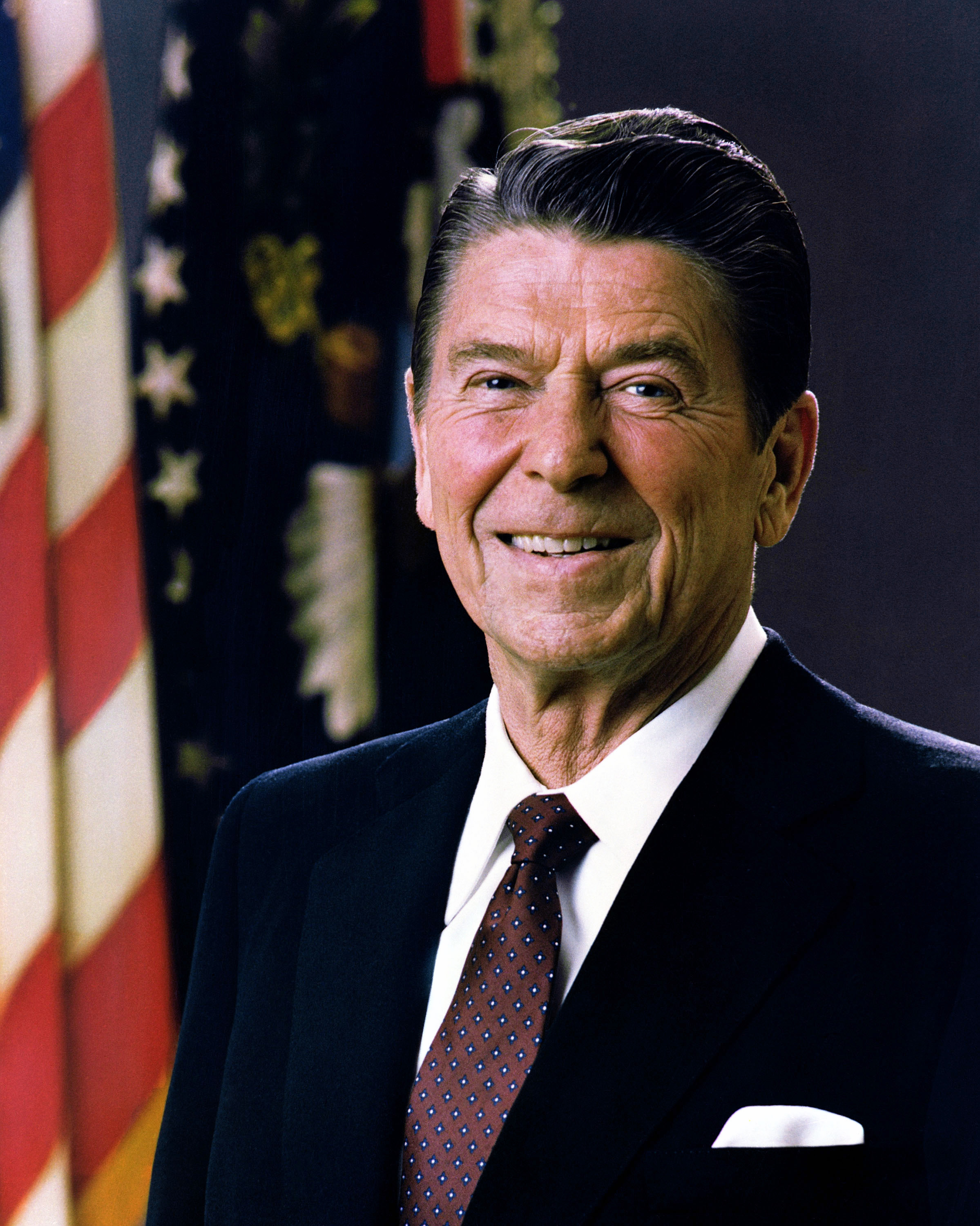
ロナルド・レーガン／6月5日没

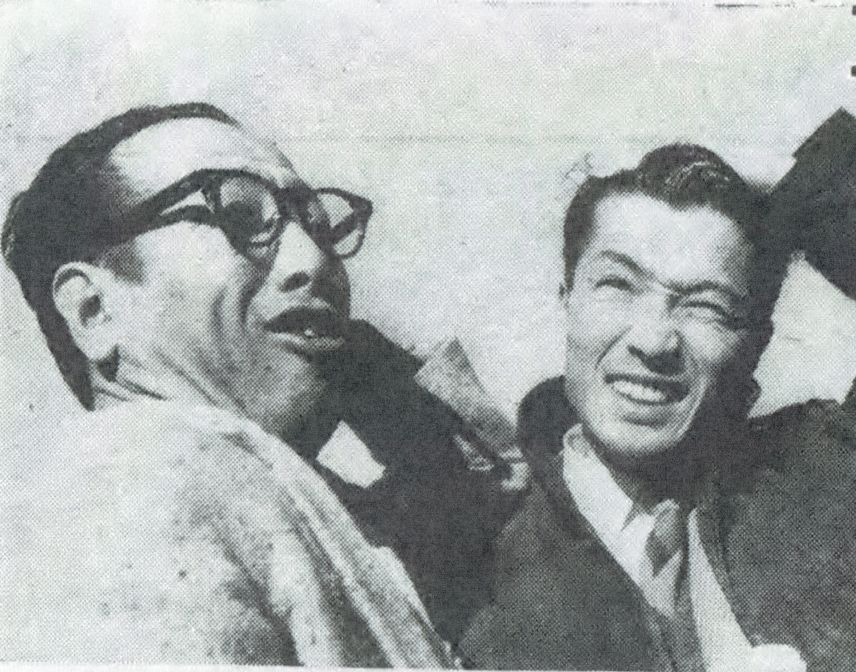
コロムビア・トップ（左）／6月7日没

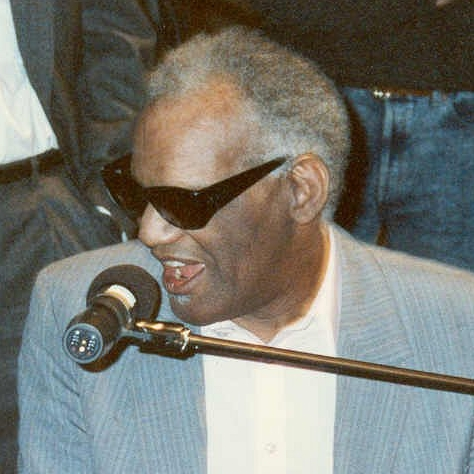
レイ・チャールズ／6月10日没

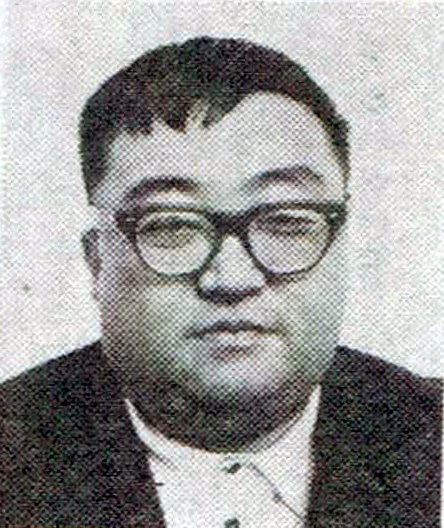
湯浅憲明／6月14日没

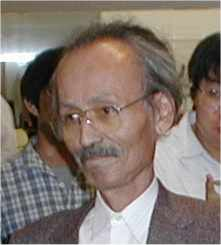
芦ヶ原伸之／6月19日没

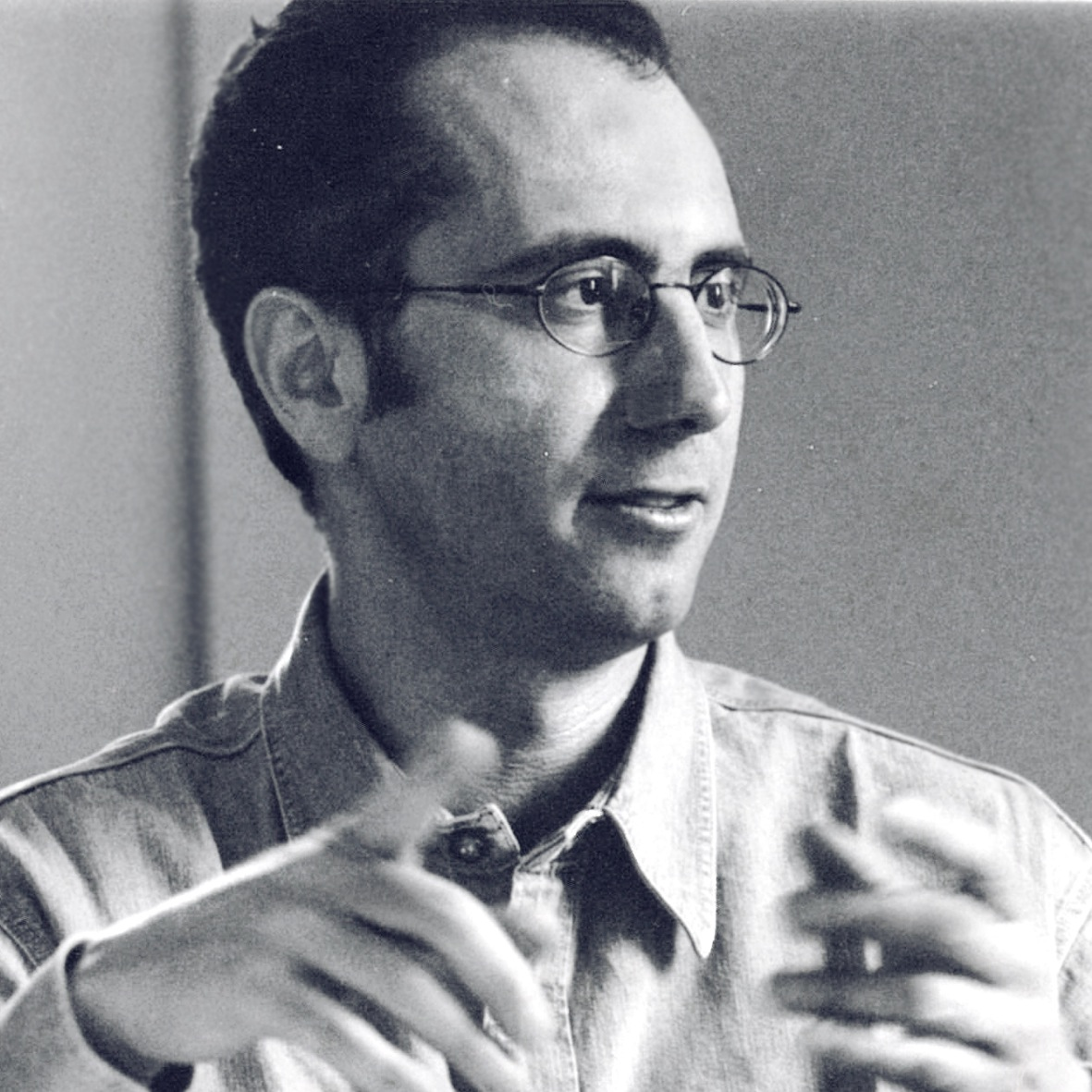
ファウスト・ロミテッリ／6月27日没

## （1日 - 15日）
- 6月2日 - ニコライ・ギャウロフ、バス歌手（* 1929年）
- 6月5日 - ロナルド・レーガン、第40代米大統領（* 1911年）
- 6月7日 - コロムビア・トップ、漫才師、元参議院議員（*1922年）
- 6月9日 - 滝口康彦、作家（*1924年）
- 6月10日 - レイ・チャールズ、シンガーソングライター、ピアニスト（* 1930年）
- 6月10日 - 五世野村万之丞、狂言師（* 1959年）
- 6月14日 - 八木柊一郎、劇作家（* 1928年）
- 6月14日 - 湯浅憲明、映画監督（* 1933年）

## （16日 - 30日、日付不明）
- 6月17日 - 松下竜一、作家（* 1937年）
- 6月18日 - 杉浦幸雄、漫画家（* 1911年）
- 6月19日 - 芦ヶ原伸之、パズル作家（*1936年）
- 6月20日 - 早坂茂三、田中角栄の元秘書・政治評論家（* 1930年）
- 6月21日 - 八匠衆一、作家（* 1917年）
- 6月22日 - ボブ・バーマー、計算機科学者（* 1920年）
- 6月24日 - 李在田、韓国の軍人（* 1926年）
- 6月25日 - キャロル・ケネディ、フィギュアスケート選手（* 1932年）
- 6月27日 - 鈴木武、元プロ野球選手（* 1932年）
- 6月27日 - ファウスト・ロミテッリ、作曲家（* 1963年）
- 6月28日 - 四元義隆、実業家・政治活動家（* 1908年）
- 6月28日 - 野沢尚、脚本家・推理作家（* 1960年）
- 日付不明 - 柳川英麿、ラジオ体操指導者（*生年不明）